# 布伦登·朱利安
布伦登·朱利安（英語：Brendon Julian，1970年8月10日—），澳大利亚男子板球运动员。他曾代表澳大利亚国家队参加1998年英联邦运动会板球比赛，获得一枚银牌。